# Quittebeuf
Quittebeuf (1801 noch mit der Schreibweise Quitteboeuf) ist eine französische Gemeinde mit 654 Einwohnern (Stand 1. Januar 2022) im Département Eure in der Region Normandie. Sie gehört zum Arrondissement Bernay und zum Gemeindeverband Pays du Neubourg.

## Geografie
Die Gemeinde Quittebeuf liegt etwa 13 Kilometer nordwestlich von Évreux auf der Hochebene von Le Neubourg zwischen den Flusstälern von Eure, Risle und Seine. Das Gebiet zeichnet sich durch das Fehlen von oberirdischen Fließgewässern aus, was auf den kreidehaltigen Untergrund zurückzuführen ist. Im Gemeindegebiet finden sich einige kleine abflusslose Seen (Mare Plate, Mare à Faux, Mare Blanque, Mare du Hom, Mare Cesse, Mare Quevillette, Mare Fessard, Mare Gondré, Le Routoir d’Ecambosc). Das 13,45 km² umfassende Gemeindeareal weist fast keine Reliefstrukturen auf und ist nahezu baumlos. Neben dem Dorf Quittebeuf mit den Vororten La Porte de Pierre und Le Bout de la Ville gehören auch die Weiler Ecambosc, Le Bout d’Ambreville und Boslon zum Gemeindegebiet von Quittebeuf. Nachbargemeinden sind Écauville und Feuguerolles im Norden, Bérengeville-la-Campagne im Osten, Bacquepuis im Südosten, Bernienville im Süden, Tournedos-Bois-Hubert im Südwesten sowie Graveron-Sémerville im Westen.

## Geschichte
Um das Jahr 1140 tauchte das Dorf erstmals als Guitebe bzw. als Guitebef auf.
Man nimmt an, dass sich der Ortsname aus dem germanischen Personennamen Witto herleitet. Die Nachsilbe -beuf ist aus dem Nordischen für both (Heimatdorf) entlehnt.

### Bevölkerungsentwicklung
| Jahr      | 1962 | 1968 | 1975 | 1982 | 1990 | 1999 | 2010 | 2021 |
| Einwohner | 462  | 404  | 412  | 482  | 481  | 524  | 598  | 646  |

Im Jahr 1846 wurde mit 897 Bewohnern die bisher höchste Einwohnerzahl ermittelt. Die Zahlen basieren auf den Daten von cassini.ehess und INSEE.

## Sehenswürdigkeiten
- Kirche Saint-Pierre, 1893 durch einen Brand zerstört und 1896 neu aufgebaut

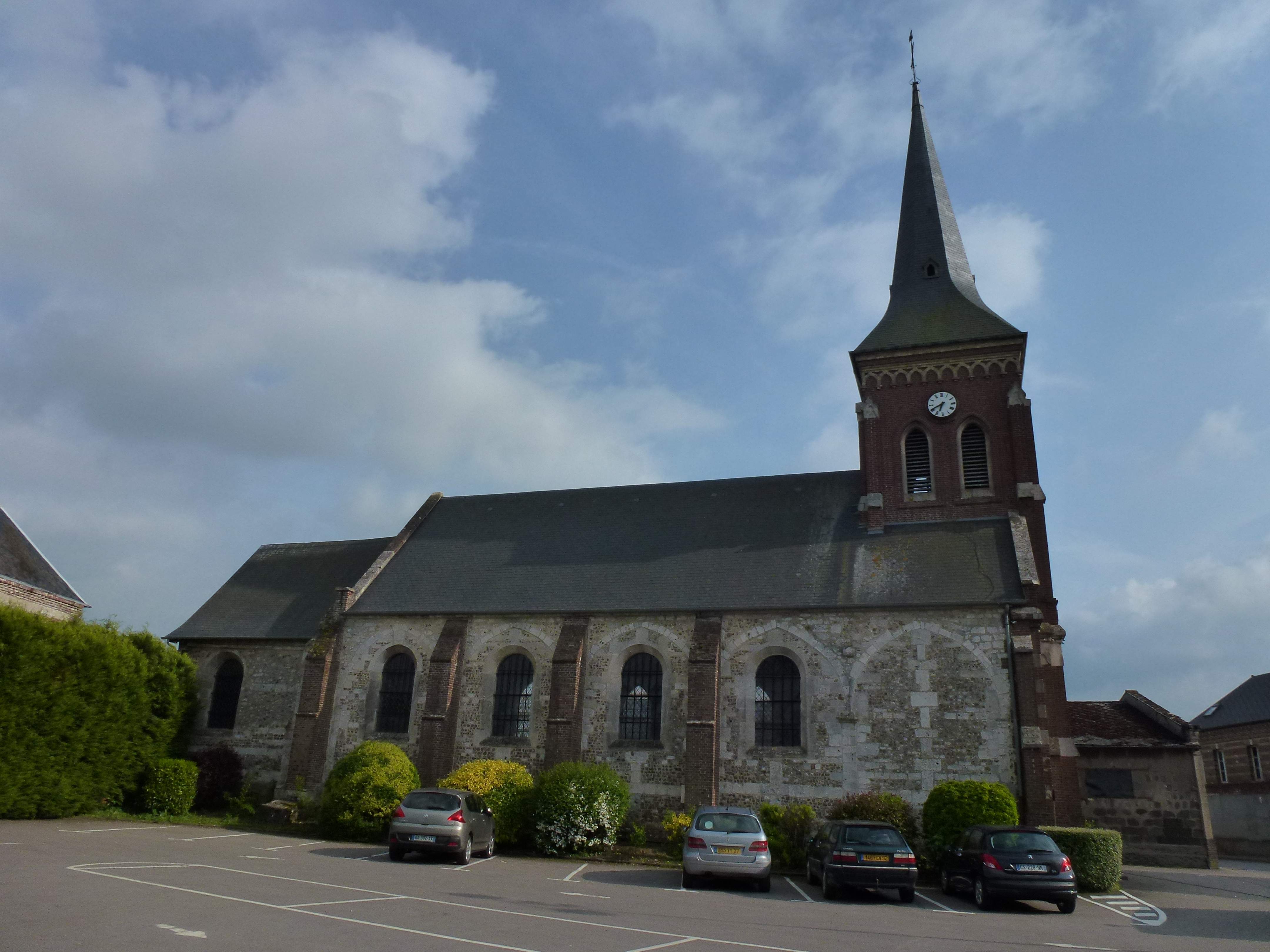
Kirche Saint-Pierre
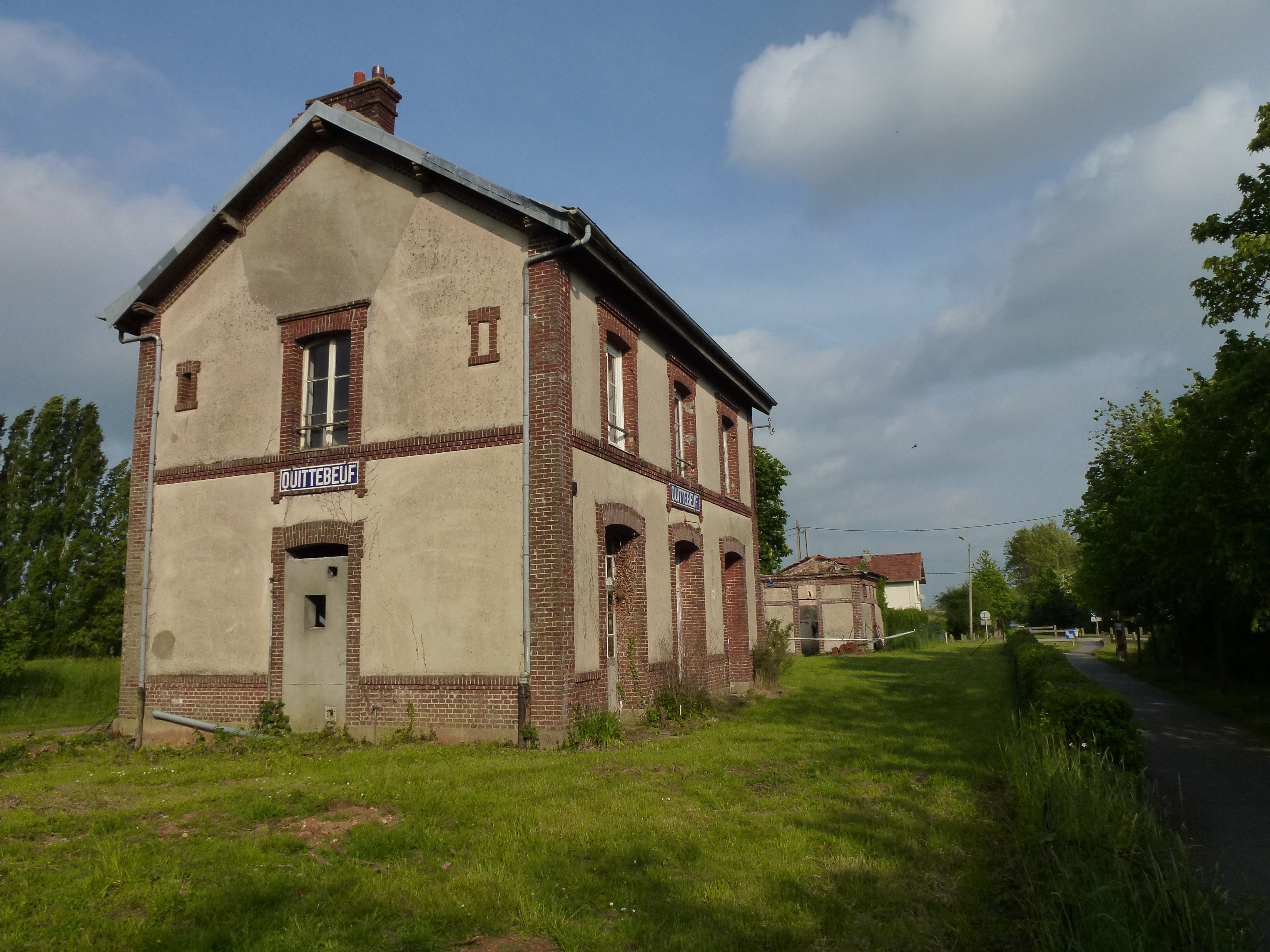
Ehemaliger Bahnhof Quittebeuf
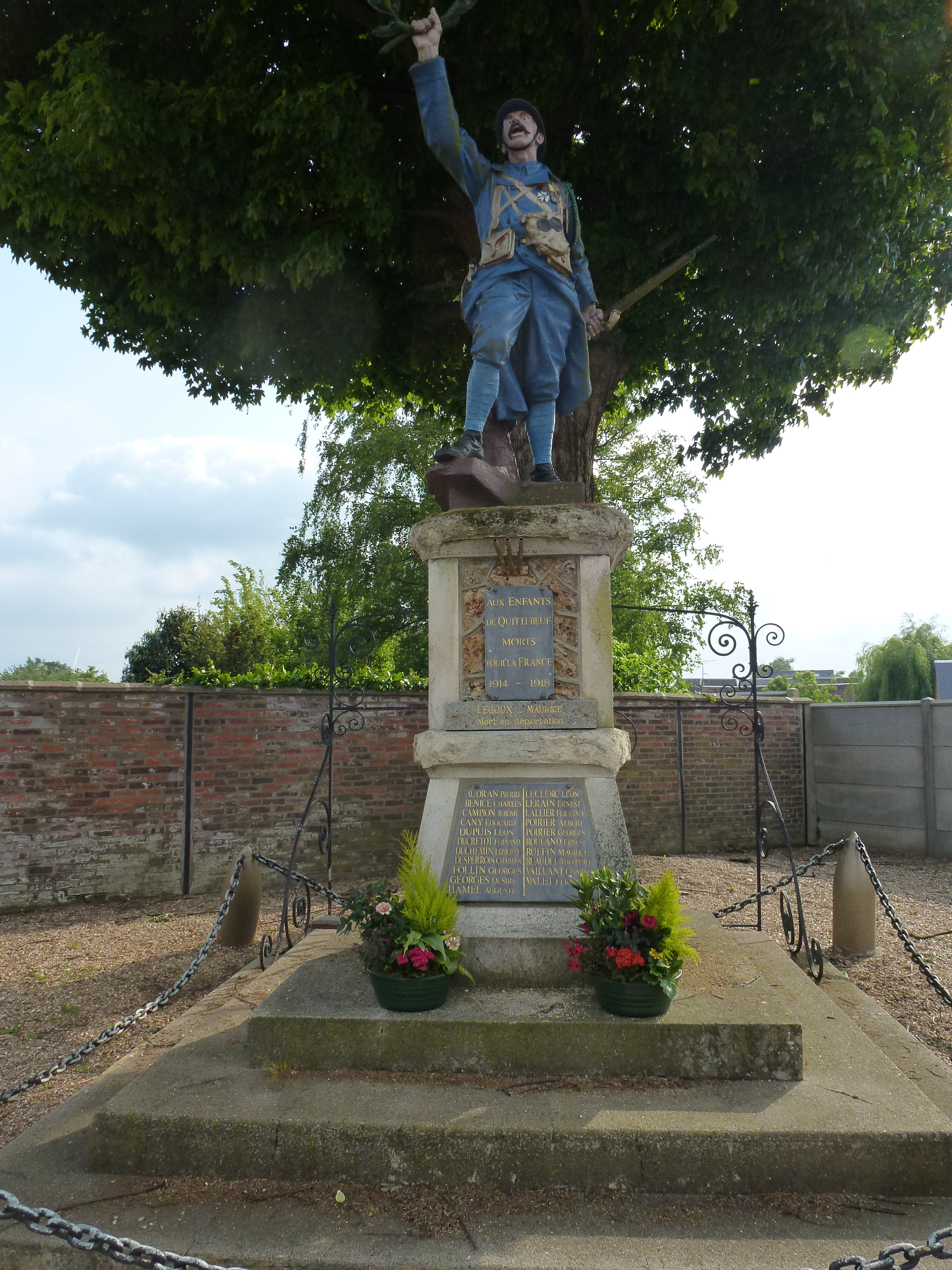
Gefallenendenkmal

## Wirtschaft und Infrastruktur
Quittebeuf ist ländlich geprägt. In der Gemeinde sind sieben Landwirtschaftsbetriebe ansässig (Anbau von Getreide, Hülsenfrüchten und Ölsaaten).
Die Gemeinde Quittebeuf liegt an der Fernstraße D 39 von Le Neubourg nach Évreux. Im 18 Kilometer entfernten Acquigny besteht ein Anschluss an die autobahnartig ausgebaute Route nationale 154. In Évreux befindet sich der nächstgelegene Bahnhof an der Bahnstrecke Mantes-la-Jolie–Cherbourg.

## Belege
1. ↑  Ortsname auf cassini.ehess.fr
2. ↑  Dictionnaire des anciens noms de lieu du departement de l’Eure (französisch)
3. ↑  Quittebeuf auf cassini.ehess
4. ↑  Quittebeuf auf INSEE
5. ↑  Landwirtschaftsbetriebe auf annuaire-mairie.fr (französisch)